# Ribeira Peixe
Ribeira Peixe (antigament: Perseverança) és una localitat de São Tomé i Príncipe. Es troba al districte de Caué, al sud-est de l'illa de São Tomé. La seva població és de 543 (2008 est.). Limita amb Praia Pesqueira a l'oest, Dona Augusta al nord i São João dos Angolares al nord-oest. A tota la part meridional de l'illa i del districte la llengua principal és el crioll portuguès anomenat angolar, mentre que a la resta de l'illa parlen el crioll forro.
La vila forma part del Parc Natural d'Ôbo. En 2007 es podien trobar exemplars de lànid de São Tomé (Lanius newtoni) a Ribeira Peixe i a Ana Chaves, i segons algunes observacions hi havia uns 50 exemplars. L'únic equip de futbol és el FC Ribeira Peixe.

## Evolució de la població
| 2001 | 2008 |
| 476  | 543  |